# Auburn (Geòrgia)
Auburn és una població dels Estats Units a l'estat de Geòrgia. Segons el cens del 2000 tenia 6.904 habitants.

## Demografia
Segons el cens del 2000, Auburn tenia 6.904 habitants, 2.260 habitatges, i 1.846 famílies. La densitat de població era de 499,2 habitants per km².
Dels 2.260 habitatges en un 51% hi vivien nens de menys de 18 anys, en un 67% hi vivien parelles casades, en un 9,8% dones solteres, i en un 18,3% no eren unitats familiars. En el 12,8% dels habitatges hi vivien persones soles l'1,7% de les quals corresponia a persones de 65 anys o més que vivien soles. El nombre mitjà de persones vivint en cada habitatge era de 3,05 i el nombre mitjà de persones que vivien en cada família era de 3,33.
Per edats la població es repartia de la següent manera: un 33,7% tenia menys de 18 anys, un 7,9% entre 18 i 24, un 41,5% entre 25 i 44, un 13,3% de 45 a 60 i un 3,5% 65 anys o més.
L'edat mediana era de 30 anys. Per cada 100 dones de 18 o més anys hi havia 103,2 homes.
La renda mediana per habitatge era de 51.346 $ i la renda mediana per família de 52.695 $. Els homes tenien una renda mediana de 37.392 $ mentre que les dones 24.381 $. La renda per capita de la població era de 20.023 $. Entorn del 3,6% de les famílies i el 5,2% de la població estaven per davall del llindar de pobresa.

## Poblacions més properes
El següent diagrama mostra les poblacions més properes.